# Liste der Fahnenträger der Olympischen Sommerspiele 1968

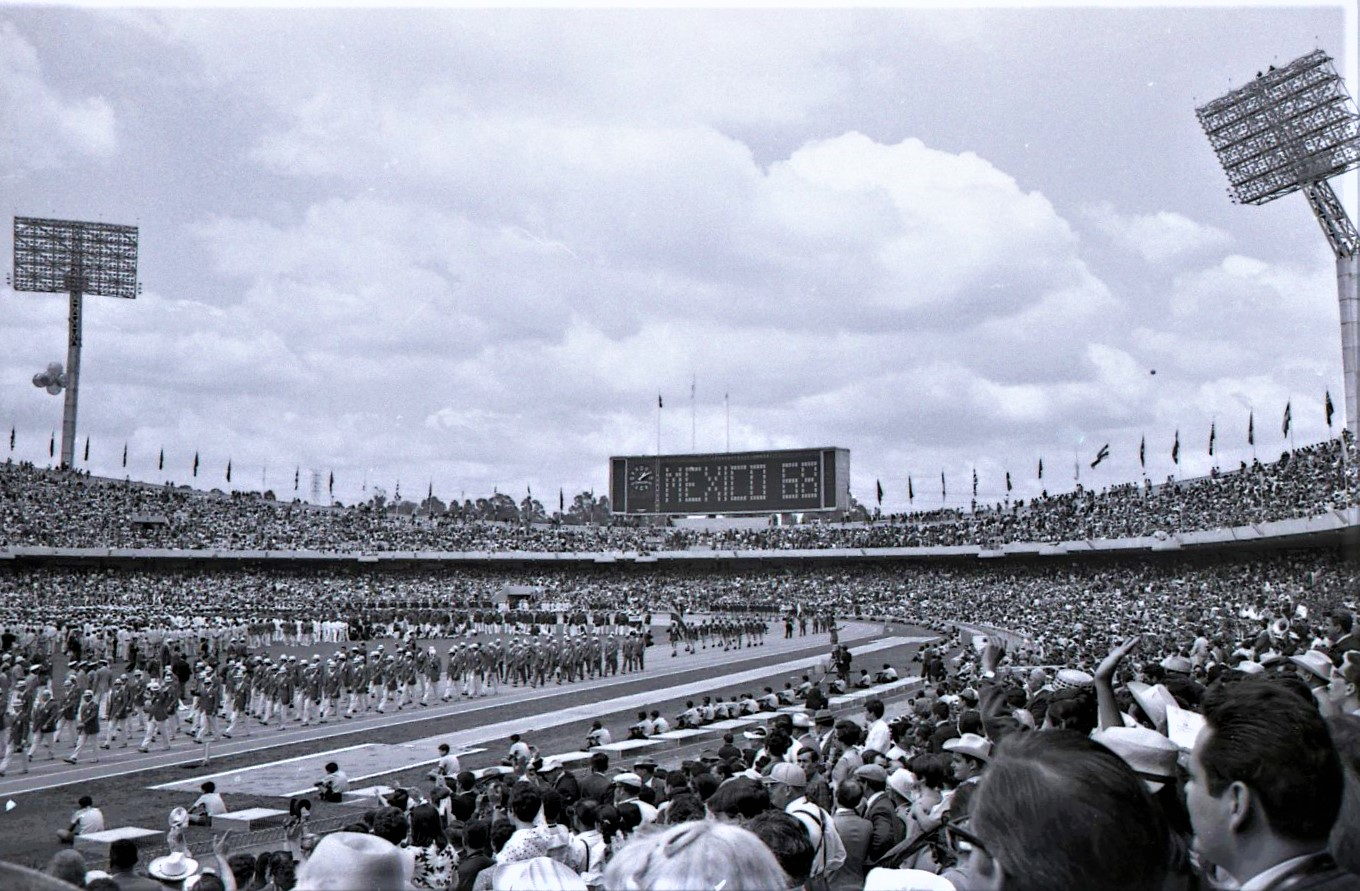
Einmarsch der Nationen

Die Liste der Fahnenträger der Olympischen Sommerspiele 1968 führt die Fahnenträger bei der Eröffnungsfeier auf.
Beim Einmarsch der Nationen zogen Athleten aller teilnehmenden Länder ins Estadio Olímpico Universitario ein. Bei der Eröffnungsfeier wurden die einzelnen Teams von einem Fahnenträger aus den Reihen ihrer Sportler oder Offiziellen angeführt, der entweder von ihrem jeweiligen Nationalen Olympischen Komitee (NOK) oder von den Athleten selbst bestimmt wurde.

## Reihenfolge
Der griechischen Mannschaft wurde traditionell der Platz an vorderster Stelle gewährt, ein Sonderstatus, der aus der Ausrichtung der antiken und ersten Spiele der Moderne in Griechenland herrührt. Mexiko marschierte als Gastgebernation zuletzt ein. Die anderen Länder betraten das Stadion in alphabetischer Reihenfolge in der Sprache der Gastgebernation, in diesem Fall also Spanisch. Diese Reihenfolge entspricht sowohl der Tradition als auch den Statuten des Internationalen Olympischen Komitees (IOK).

## Liste der Fahnenträger
Nachfolgend führt eine Liste die Fahnenträger der Eröffnungsfeier aller teilnehmenden Nationen auf, sortiert nach der Abfolge ihres Einmarsches. Die Liste ist zudem sortierbar nach ihrem Staatsnamen, nach Mannschaftskürzel, nach Anzahl der Athleten, nach dem Nachnamen des Fahnenträgers und dessen Sportart.

### Nach Nationen
| Abfolge | Nationalmannschaft            | Spanischer Name       | Kürzel | Athleten | Fahnenträger                          | Sportart       |
| ------- | ----------------------------- | --------------------- | ------ | -------- | ------------------------------------- | -------------- |
| 1       | Griechenland                  | Grecia                | GRE    | 44       | Christos Papanikolaou                 | Leichtathletik |
| 2       | Afghanistan                   | Afghanistan           | AFG    | 5        |                                       |                |
| 3       | Zentralafrikanische Republik  | África Central        | AFC    | 1        |                                       |                |
| 4       | DDR                           | Alemania Democrática  | ADE    | 226      | Karin Balzer                          | Leichtathletik |
| 5       | BR Deutschland                | Alemania Federal      | ALE    | 275      | Wilfried Dietrich                     | Ringen         |
| 6       | Niederländische Antillen      | Antillas Holandesas   | AHO    | 5        |                                       |                |
| 7       | Algerien                      | Argelia               | AGL    | 3        |                                       |                |
| 8       | Argentinien                   | Argentina             | ARG    | 89       | Carlos Moratorio                      | Reiten         |
| 9       | Australien                    | Australia             | AUS    | 128      | Bill Roycroft                         | Reiten         |
| 10      | Österreich                    | Austria               | AUT    | 43       | Roland Losert                         | Fechten        |
| 11      | Bahamas                       | Bahamas               | BAH    | 16       |                                       |                |
| 12      | Barbados                      | Barbados              | BAR    | 9        |                                       |                |
| 13      | Belgien                       | Bélgica               | BEL    | 82       | Gaston Roelants                       | Leichtathletik |
| 14      | Bermuda                       | Bermudas              | BER    | 6        | Chummy Hayward                        | Offizieller    |
| 15      | Birma                         | Birmania              | BIR    | 4        |                                       |                |
| 16      | Bolivien                      | Bolivia               | BOL    | 4        |                                       |                |
| 17      | Brasilien                     | Brasil                | BRA    | 76       | João Gonçalves Filho                  | Wasserball     |
| 18      | Bulgarien                     | Bulgaria              | BUL    | 112      | Prodan Gardschew                      | Ringen         |
| 19      | Kamerun                       | Camerún               | CMR    | 5        |                                       |                |
| 20      | Kanada                        | Canadá                | CAN    | 138      | Roger Jackson                         | Rudern         |
| 21      | Ceylon                        | Ceilán                | CEI    | 3        |                                       |                |
| 22      | Kolumbien                     | Colombia              | COL    | 43       | Ricardo González                      | Schwimmen      |
| 23      | Kongo-Kinshasa                | Congo-Kinshasa        | COK    | 5        |                                       |                |
| 24      | Südkorea                      | Corea                 | COR    | 54       |                                       |                |
| 25      | Elfenbeinküste                | Costa de Marfil       | CML    | 10       |                                       |                |
| 26      | Costa Rica                    | Costa Rica            | CRC    | 18       | Rodolfo Castillo Vargas               | Gewichtheben   |
| 27      | Kuba                          | Cuba                  | CUB    | 115      | Héctor Ramírez                        | Turnen         |
| 28      | Tschad                        | Chad                  | CHA    | 3        |                                       |                |
| 29      | Tschechoslowakei              | Checoslovaquia        | CHE    | 121      | Bohumil Golián                        | Volleyball     |
| 30      | Chile                         | Chile                 | CHI    | 21       | Rolf Hoppe                            | Leichtathletik |
| 31      | Dänemark                      | Dinamarca             | DIN    | 64       | Erik Hansen                           | Kanu           |
| 32      | Ecuador                       | Ecuador               | ECU    | 15       | Fernando González                     | Schwimmen      |
| 33      | El Salvador                   | El Salvador           | SAL    | 60       | Salvador Vilanova                     | Schwimmen      |
| 34      | Spanien                       | España                | ESP    | 122      | Gonzalo Fernández de Córdoba y Larios | Segeln         |
| 35      | Vereinigte Staaten            | Estados Unidos        | EUA    | 357      | Janice Romary                         | Fechten        |
| 36      | Äthiopien                     | Etiopía               | ETI    | 18       | Abebe Bikila                          | Leichtathletik |
| 37      | Fidschi                       | Fiji                  | FIJ    | 1        | William Liga                          | Leichtathletik |
| 38      | Philippinen                   | Filipinas             | FIL    | 49       |                                       |                |
| 39      | Finnland                      | Finlandia             | FIN    | 66       | Pentti Linnosvuo                      | Schießen       |
| 40      | Frankreich                    | Francia               | FRA    | 200      | Christine Caron                       | Schwimmen      |
| 41      | Ghana                         | Ghana                 | GHA    | 31       |                                       |                |
| 42      | Großbritannien                | Gran Bretaña          | GBR    | 225      | Lynn Davies                           | Leichtathletik |
| 43      | Guatemala                     | Guatemala             | GUA    | 48       | Teodoro Palacios                      | Leichtathletik |
| 44      | Guinea                        | Guinea                | GUI    | 15       | Morciré Sylla                         | Fußball        |
| 45      | Guyana                        | Guyana                | GUY    | 46       |                                       |                |
| 46      | Niederlande                   | Holanda               | HOL    | 107      | Alfred van Dorp                       | Wasserball     |
| 47      | Honduras                      | Honduras              | HON    | 6        |                                       |                |
| 48      | Britisch Honduras             | Honduras Británicas   | HBR    | 7        |                                       |                |
| 49      | Hongkong                      | Hong Kong             | HOK    | 11       |                                       |                |
| 50      | Ungarn                        | Hungría               | HUN    | 167      | Gergely Kulcsár                       | Leichtathletik |
| 51      | Indien                        | India                 | IND    | 25       |                                       |                |
| 52      | Indonesien                    | Indonesia             | INA    | 6        |                                       |                |
| 53      | Irak                          | Irak                  | IRK    | 3        |                                       |                |
| 54      | Iran                          | Iran                  | IRN    | 14       | Abolfazl Anvari                       | Ringen         |
| 55      | Irland                        | Irlanda               | IRL    | 31       | James McCourt                         | Boxen          |
| 56      | Island                        | Islandia              | ISL    | 8        | Guðmundur Hermannsson                 | Leichtathletik |
| 57      | Amerikanische Jungferninseln  | Islas Vírgenes        | ISV    | 6        | Leston Sprauve                        | Gewichtheben   |
| 58      | Israel                        | Israel                | ISR    | 29       | Gershon Shefa                         | Schwimmen      |
| 59      | Italien                       | Italia                | ITA    | 167      | Raimondo D’Inzeo                      | Reiten         |
| 60      | Jamaika                       | Jamaica               | JAM    | 25       |                                       |                |
| 61      | Japan                         | Japón                 | JPN    | 171      | Yukio Endō                            | Turnen         |
| 62      | Kenia                         | Kenia                 | KEN    | 39       |                                       |                |
| 63      | Kuwait                        | Kuweit                | KUW    | 2        |                                       |                |
| 64      | Libanon                       | Líbano                | LIB    | 11       |                                       |                |
| 65      | Libyen                        | Libia                 | LBA    | 1        |                                       |                |
| 66      | Liechtenstein                 | Liechtenstein         | LIE    | 2        | Franz Biedermann                      | Leichtathletik |
| 67      | Luxemburg                     | Luxemburgo            | LUX    | 5        | Charles Sowa                          | Leichtathletik |
| 68      | Madagaskar                    | Madagascar            | MAD    | 4        |                                       |                |
| 69      | Malaysia                      | Malasia               | MAL    | 31       | Nashatar Singh Sidhu                  | Leichtathletik |
| 70      | Mali                          | Mali                  | MLI    | 2        |                                       |                |
| 71      | Malta                         | Malta                 | MLT    | 1        | Louis Grasso                          | Offizieller    |
| 72      | Marokko                       | Marruecos             | MAR    | 25       |                                       |                |
| 73      | Monaco                        | Mónaco                | MON    | 2        |                                       |                |
| 74      | Mongolei                      | Mongolia              | MGL    | 16       | Chorloogiin Bajanmönch                | Ringen         |
| 75      | Nicaragua                     | Nicaragua             | NIC    | 11       | Donald Vélez                          | Leichtathletik |
| 76      | Niger                         | Niger                 | NIG    | 2        |                                       |                |
| 77      | Nigeria                       | Nigeria               | NGR    | 36       |                                       |                |
| 78      | Norwegen                      | Noruega               | NOR    | 46       | Berit Berthelsen                      | Leichtathletik |
| 79      | Neuseeland                    | Nueva Zelandia        | NZL    | 52       | Don Oliver                            | Gewichtheben   |
| 80      | Pakistan                      | Pakistán              | PAK    | 15       | Tariq Aziz                            | Hockey         |
| 81      | Panama                        | Panamá                | PAN    | 16       |                                       |                |
| 82      | Paraguay                      | Paraguay              | PAR    | 1        | Rodolfo Da Ponte                      | Fechten        |
| 83      | Peru                          | Perú                  | PER    | 28       |                                       |                |
| 84      | Polen                         | Polonia               | POL    | 177      | Waldemar Baszanowski                  | Gewichtheben   |
| 85      | Portugal                      | Portugal              | POR    | 20       |                                       |                |
| 86      | Puerto Rico                   | Puerto Rico           | PRO    | 58       | Jaime Frontera                        | Basketball     |
| 87      | Vereinigte Arabische Republik | República Árabe Unida | RAU    | 30       |                                       |                |
| 88      | Dominikanische Republik       | República Dominicana  | DOM    | 18       |                                       |                |
| 89      | Rumänien                      | Rumania               | RUM    | 82       | Aurel Vernescu                        | Kanu           |
| 90      | San Marino                    | San Marino            | SMR    | 4        | Leo Franciosi                         | Schießen       |
| 91      | Senegal                       | Senegal               | SEN    | 21       |                                       |                |
| 92      | Sierra Leone                  | Sierra Leona          | SLA    | 3        | John Coker                            | Boxen          |
| 93      | Singapur                      | Singapur              | SIN    | 4        |                                       |                |
| 94      | Syrien                        | Siria                 | SIR    | 2        |                                       |                |
| 95      | Sudan                         | Sudán                 | SUD    | 5        |                                       |                |
| 96      | Schweden                      | Suecia                | SWE    | 100      | Rolf Peterson                         | Kanu           |
| 97      | Schweiz                       | Suiza                 | SUI    | 64       | Paul Weier                            | Reiten         |
| 98      | Suriname                      | Surinam               | SUR    | 1        |                                       |                |
| 99      | Thailand                      | Tailandia             | TAI    | 41       |                                       |                |
| 100     | Taiwan                        | Taiwán                | TWN    | 43       |                                       |                |
| 101     | Tansania                      | Tanzania              | TAN    | 4        |                                       |                |
| 102     | Trinidad und Tobago           | Trinidad y Tobago     | TRT    | 19       | Roger Gibbon                          | Radsport       |
| 103     | Tunesien                      | Túnez                 | TUN    | 7        |                                       |                |
| 104     | Türkei                        | Turquía               | TUR    | 29       | Gürbüz Lü                             | Ringen         |
| 105     | Uganda                        | Uganda                | UGA    | 11       |                                       |                |
| 106     | Sowjetunion                   | U.R.S.S.              | URS    | 312      | Leonid Schabotinski                   | Gewichtheben   |
| 107     | Uruguay                       | Uruguay               | URG    | 27       |                                       |                |
| 108     | Venezuela                     | Venezuela             | VEN    | 23       | Silvio Fernández                      | Fechten        |
| 109     | Südvietnam                    | Vietnam               | VNM    | 9        |                                       |                |
| 110     | Jugoslawien                   | Yugoslavia            | YUG    | 69       | Branislav Simić                       | Ringen         |
| 111     | Sambia                        | Zambia                | ZAM    | 7        |                                       |                |
| 112     | Mexiko                        | México                | MEX    | 275      | David Bárcena                         | Leichtathletik |

### Nach Sportarten
| Sportart       | Nationen | Anzahl |
| -------------- | --- | ------ |
| Basketball     | Puerto Rico | 1      |
| Boxen          | Irland – Sierra Leone | 2      |
| Fechten        | Österreich – Paraguay – Venezuela – Vereinigte Staaten | 4      |
| Gewichtheben   | Amerikanische Jungferninseln – Costa Rica – Neuseeland – Polen – Sowjetunion | 5      |
| Fußball        | Guinea | 1      |
| Hockey         | Pakistan | 1      |
| Kanu           | Dänemark – Rumänien – Schweden | 3      |
| Leichtathletik | Äthiopien – Belgien – Chile – DDR – Fidschi – Griechenland – Großbritannien – Guatemala – Island – Liechtenstein – Luxemburg – Malaysia – Mexiko – Nicaragua – Norwegen – Ungarn | 16     |
| Radsport       | Trinidad und Tobago | 1      |
| Reiten         | Argentinien – Australien – Italien – Schweiz | 4      |
| Ringen         | Bulgarien – BR Deutschland – Iran – Jugoslawien – Mongolei – Türkei | 6      |
| Rudern         | Kanada | 1      |
| Schießen       | Finnland – San Marino | 2      |
| Schwimmen      | Ecuador – El Salvador – Frankreich – Israel – Kolumbien | 5      |
| Segeln         | Spanien | 1      |
| Turnen         | Japan – Kuba | 2      |
| Volleyball     | Tschechoslowakei | 1      |
| Wasserball     | Brasilien – Niederlande | 2      |
| Offizieller    | Bermuda – Malta | 2      |
| unbekannt      | Afghanistan – Algerien – Bahamas – Barbados – Birma – Britisch Honduras – Bolivien – Ceylon – Dominikanische Republik – Elfenbeinküste – Ghana – Guyana – Honduras – Hongkong – Indien – Indonesien – Irak – Jamaika – Kamerun – Kenia – Kongo-Kinshasa – Kuwait – Libanon – Libyen – Madagaskar – Mali – Marokko – Monaco – Niederländische Antillen – Niger – Nigeria – Panama – Peru – Philippinen – Portugal – Sambia – Senegal – Singapur – Sudan – Südkorea – Südvietnam – Suriname – Syrien – Taiwan – Tansania – Thailand – Tunesien – Tschad – Uganda – Uruguay – Vereinigte Arabische Republik – Zentralafrikanische Republik | 52     |